# 151P/Helin
151P/Helin, komet Jupiterove obitelji.